# Кастейон, Микаэль
Микаэль Кастейон (фр. Mickael Castejon, род. 21 марта 1985 года, Либурн, Франция) — французский и испанский футболист, вратарь швейцарского клуба «Тьерран».

## Карьера
Микаэль родился в городе Либурн, Франция. Кастейон начинал заниматься футболом в родном клубе с одноимённым названием «Либурн». В 2002 году он перешел в более крупный клуб «Осер», но до основной команды не дорос и отправился в «Осер» B. В 2007 году игрок перешел в клуб «Больм». Здесь он стал игроком основы, сыграл 28 матчей и в 2009 году перешел в «Лозанну-Оши», клуб из Лозанны. После года в Оши, он перешел в главный клуб города — «Лозанну», но не закрепился там и вернулся обратно в Оши. Тем не менее, Микаэль сыграл в Лиге Европы, где в 2010 году «Лозанне» удалось выбить московский «Локомотив» в серии после-матчевых пенальти. В том матче, он вышел на замену.